# Лангрео
Лангрео (ісп. Langreo, аст. Llangréu) — муніципалітет в Іспанії, у складі автономної спільноти Астурія. Населення — 45 565 осіб (2009).
Муніципалітет розташований на відстані близько 360 км на північний захід від Мадрида, 14 км на південний схід від Ов'єдо.
Муніципалітет складається з таких паррокій: Баррос, Сіаньйо, Ла-Фельгера, Ла-Вента, Лада, Ріаньйо, Сама, Туїлья.

## Демографія
Динаміка населення (INE ):

## Галерея зображень

Розташування муніципалітету
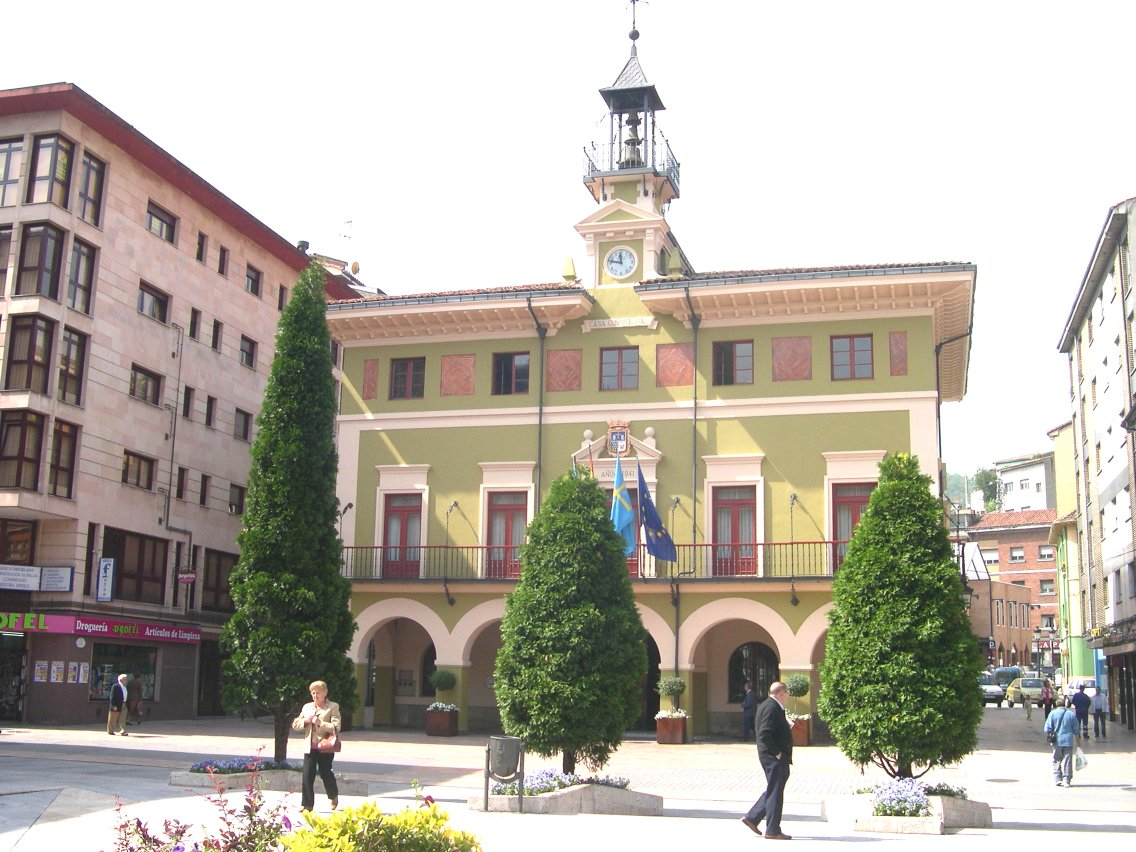
Муніципальна рада (Сама)
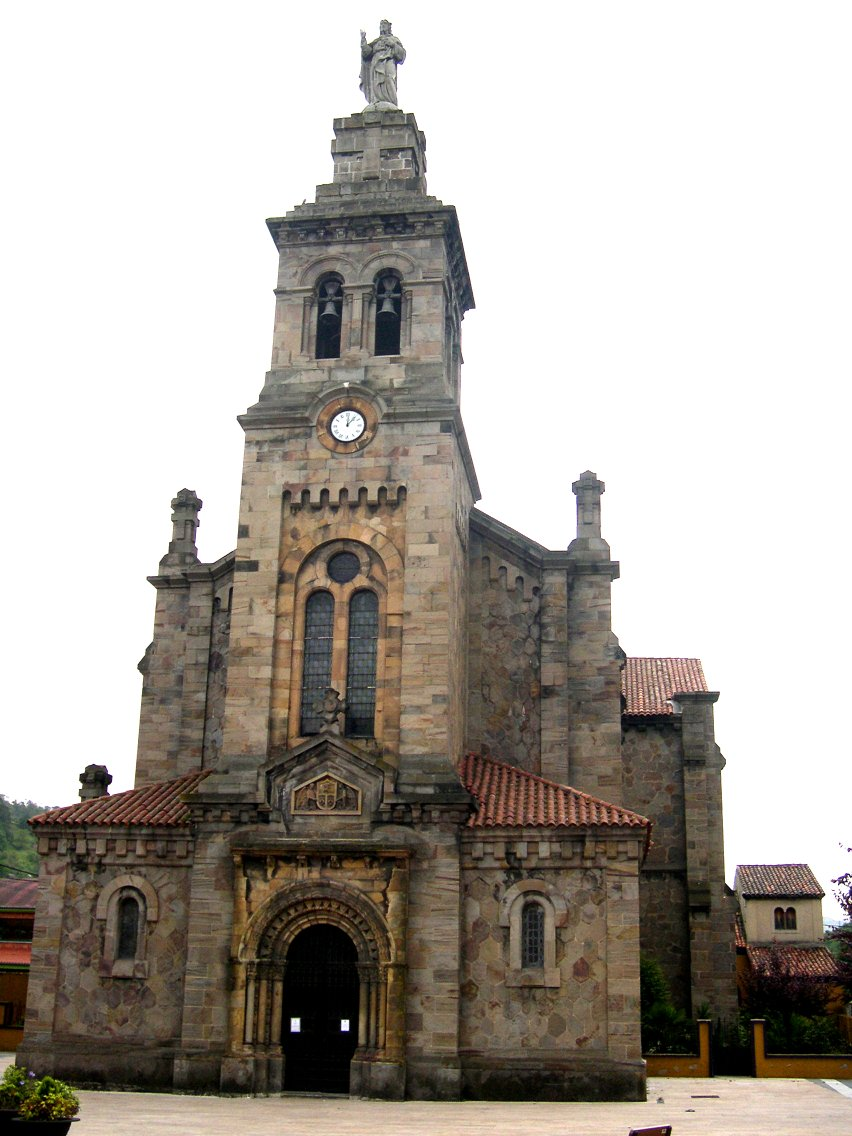
Церква Сан-Естебан
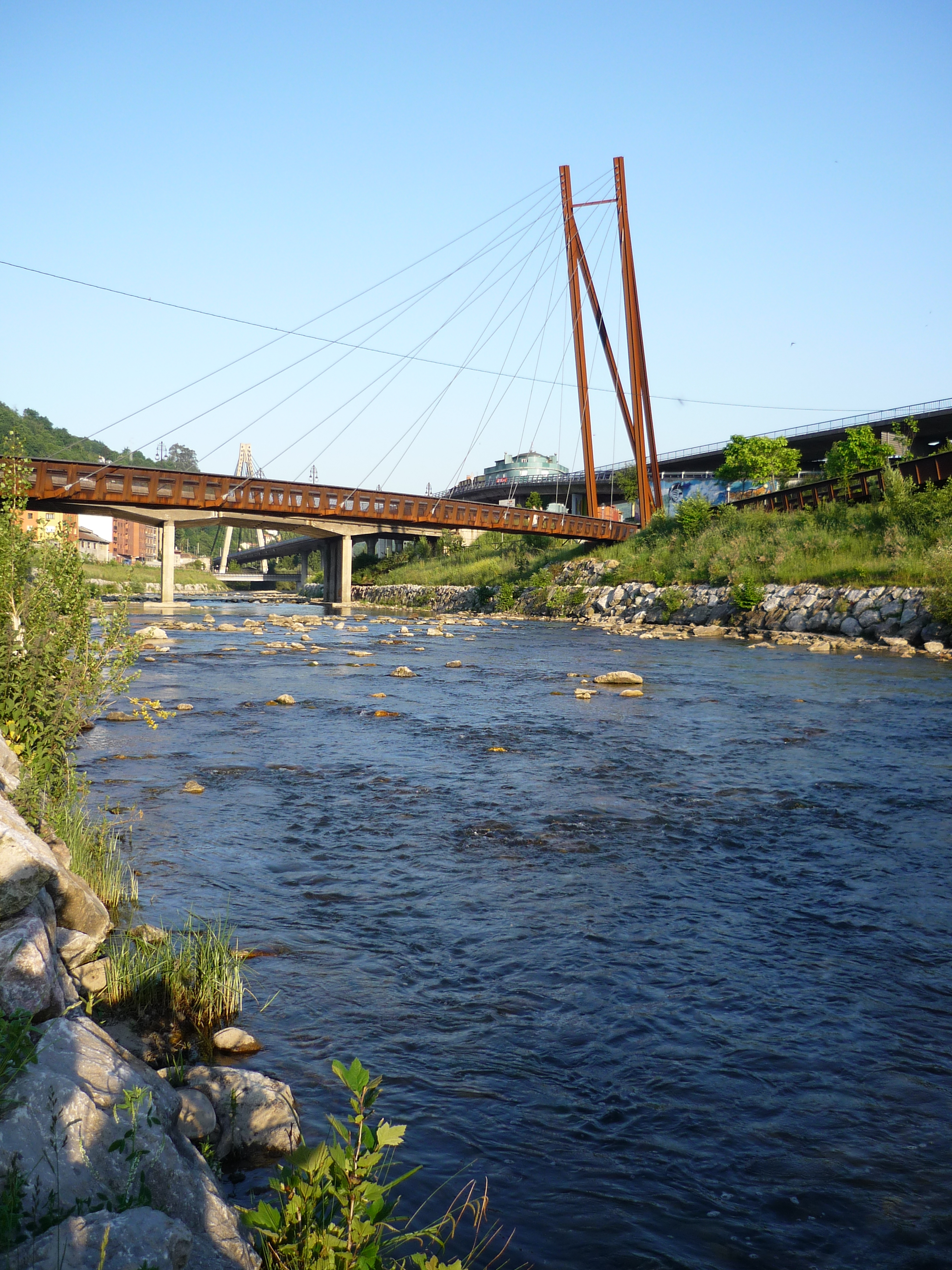
Річка Налон між Ла-Фельгерою і Самою